# Mark Pollicott
Mark Pollicott (Nottingham, 24 de setembro de 1959) é um matemático britânico, que trabalha com teoria ergódica e sistemas dinâmicos com aplicações em geometria, análise matemática e teoria dos números.
Pollicott estudou na Universidade de Warwick, onde obteve o bacharelado em física em 1981 e um mestrado em matemática em 1982 e um doutorado em 1984, orientado por William Parry, com a tese The Ruelle operator, zeta functions and the asymptotic distribution of closed orbits. A partir de 1985 foi lecturer na Universidade de Edimburgo, pesquisou de 1988 a 1992 no INIC em Porto e foi a partir de 1992 lecturer na Universidade de Warwick, onde foi em 1995 reader. De 1996 a 2005 foi Professor Fielden de Matemática Pura na Universidade de Manchester sendo desde 2005 professor em Warwick.
Foi palestrante convidado do Congresso Internacional de Matemáticos em Seul (2014: Zeta functions for Anosov flows).
Paralelamente à cidadania britânica é também cidadão português.

## Obras
- com Michiko Yuri: Dynamical Systems and Ergodic Theory, London Mathematical Society Student Text Series, Cambridge University Press 1998
- Lectures on ergodic theory and Pesin theory on compact manifolds, Cambridge University Press  1993
- com William Parry: Zeta functions and the periodic orbit structure of hyperbolic dynamics, Société Mathématique de France, Asterisque, Volume 187/188, 1990, p. 1–268
- com Parry: An analogue of the prime number theorem for closed orbits of Axiom A flows, Annals of Mathematics, Volume 118, 1983, p. 573–591
- On the rate of mixing of Axiom A flows, Inventiones Mathematicae, Volume 81, 1985, p. 413–426
- The differential zeta function for Axiom A attractors, Annals of Mathematics, Volume 131, 1990, p. 331–354
- Asymptotic distribution of closed geodesics, Israel J. Math., 52, 1985, 209–224
- com Anatole Katok, G. Knieper, H. Weiss: Differentiability and analyticity of entropy for Anosov and geodesic flows, Inv. Math., 98, 1989, 581–597
- com R. Sharp: Exponential error terms for growth functions on negatively curved surfaces, American J. Math., 120, 1998, 1019–1042
- com R. Sharp: Orbit counting for some discrete groups acting on simply connected manifolds with negative curvature, Inv. Math., 117, 1994, 275–302
- Periodic orbits and Zeta functions, in Handbook of Dynamical Systems, Volume 1A, Elsevier 2002, p. 409–452
- Dynamical zeta functions and closed orbits for geodesic and hyperbolic flows, in Pierre Cartier u. a. (Eds.) Frontiers in Number Theory, Physics and Geometry, Volume 1, Springer Verlag 2006